# ヴァイオレット・エヴァーガーデン
『ヴァイオレット・エヴァーガーデン』（英語: Violet Evergarden）は、暁佳奈による日本のライトノベル。イラストは高瀬亜貴子。KAエスマ文庫（京都アニメーション）より2015年12月から2020年3月まで刊行された。
第5回京都アニメーション大賞小説部門の大賞受賞作であり、2023年現在で唯一の大賞受賞作である。2022年11月時点でシリーズ累計発行部数は70万部を突破している。
「自動手記人形」と呼ばれる代筆屋の少女を中心に繰り広げられる群像劇。

## あらすじ
4年間にわたる東西南北による大陸戦争が終結。その戦場で「武器」と称されて戦うことしか知らなかった少女＝ヴァイオレット・エヴァーガーデンは、激化する戦場で両腕を失い、自在に動く義手を着けることを余儀なくされる。
退院したヴァイオレットは、ホッジンズの下で、自動手記人形としてC.H郵便社で働きはじめる。ヴァイオレットにはかつて戦場で誰よりも大切な人・ギルベルト少佐がいた。最後に聞かされた「愛してる」という言葉が理解できなかったヴァイオレットは、仕事と日常を通じて人と触れ合いながら、その言葉の意味を探していく。

## 登場人物
大半の登場キャラクターの名前（または名字）は、実在する花の名前がつけられており、何かしらの意味が込められていると原作者が明言している。

### 主要人物
ヴァイオレット・エヴァーガーデン
声 - 石川由依
本作の主人公。金色の髪に青い瞳、玲瓏な声を持つ可憐な容貌をした少女。大戦中はライデンシャフトリヒ陸軍の女子少年兵であり、ギルベルト直属の部下として単独で一個分隊に匹敵する戦闘力を持っており、「ライデンシャフトリヒの戦闘人形」の渾名で恐れられていたが大戦時の戦傷で両腕を失う。
大戦後、後見人の一人となったクラウディアが経営するC.H郵便社にて、自動手記人形として代筆業をしている。少女兵時代にギルベルトに買い与えられたエメラルドのブローチを命に代えても惜しくない程大切にしており、常に身に付けている。両腕には義手を装着しており、普段はエヴァーガーデン家の奥方に貰った革手袋をはめている。女子少年兵として戦ってきた生い立ちのためか、感情の起伏に乏しく無表情が多い。誰に対しても敬語で話す。
アニメ版の初登場時は推定14歳。出生地や誕生日は不明。孤児で言葉も親も知らなかった（原作小説ではこの頃の彼女を「獣」や「化物」とも書かれていた）ため、ヴァイオレットという名前を陸軍時代にギルベルトによって花の女神の名前から名づけられた後、エヴァーガーデンという姓を後見人によってその一家のものを名づけられた。
ギルベルトのことを自身の命に代えても守りたいと思うほど、大切に思っている。
クラウディア・ホッジンズ
声 - 子安武人
C.H郵便社の社長。大戦中はライデンシャフトリヒ国陸軍の少佐（アニメ版では中佐）だった。ギルベルトとは士官学校時代からの親友。親から女性の名前をつけられたことを気にしているため、クラウディアと名乗ることを嫌っている。人好きのする性格で情に厚い性格。実家はライデンシャフトリヒにて商家を営んでいる。女性との付き合いは幅広くあるようだが、特定の恋人を持とうとはしていない。
大戦中にギルベルトからヴァイオレットのことを頼まれており終戦後はヴァイオレットを家族のように見守っている。
ギルベルト・ブーゲンビリア
声 - 浪川大輔
ヴァイオレットの陸軍時代の上官。「ライデンシャフトリヒ陸軍特別攻撃部隊」の隊長（階級は少佐）で、独身。代々続く名門ブーゲンビリアの子息であり、当時は当主だった。兄にディートフリートを、原作では妹を持つ。25歳当時、兄に押し付けられる形でヴァイオレットを引き取り、道具や武器として扱えと言われるが、言葉も喋れなかった彼女を見守りながら、いつしか愛するようになる。

### C.H郵便社
クラウディア・ホッジンズ
C.H郵便社の社長。詳細は#主要人物を参照。
カトレア・ボードレール
声 - 遠藤綾
C.H郵便社の自動手記人形。原作ではクラウディアやベネディクトと共にC.H郵便社の創設メンバーであり、年齢もクラウディアと同世代。天真爛漫な性格をしており、クラウディアのことは社長と慕い、ベネディクトのことは外伝にて恋心が明らかとなる。ヴァイオレットについてはとある行事をきっかけに、同僚としてではなく友人として見るようになった。元拳闘士で、握力だけなら男性よりも強く、噴進砲を投げ飛ばす腕力の持ち主。
アニメ版では黒髪に紫の瞳、小麦色の素肌に豊満な容姿、人々を魅了する文章力で絶大な人気を誇り、指名が絶えない大人の女性として描かれている。本人曰く入社以前は踊り子だった模様。原作同様クラウディアに迫っており、第2話で、過去に男女の関係があったことが示唆された。
ベネディクト・ブルー
声 - 内山昂輝
C.H郵便社に勤めている配達員の青年。サンディブロンドにスカイブルーの瞳、ハイヒールブーツが特徴。原作ではクラウディアやカトレアと共にC.H郵便社の創設メンバー。カトレアとはしょっちゅう喧嘩をしている。元剣闘士でヴァイオレットには戦闘能力が高いと評されている。拳銃の使い手。クラウディアのことは「おっさん」と呼ぶ。小説版ではヴァイオレットと生き別れの兄妹を仄めかす描写と、カトレアと付き合っているのを隠している描写がある（周囲にはバレている）。
アニメ版ではクラウディアと共にC.H郵便社を創設した仲で、社長や他の社員に対してタメ口を聞く。また、物語終盤では身体能力を活かしてヴァイオレットを危機から救う活躍も見せる。
ラックス・シビュラ
ヘテロクロミアの瞳、ラベンダーグレーの髪の持ち主の少女。かつて孤島シュヴァリエの理想郷で半神として崇められていた。ヴァイオレットの勧めを受けてC.H郵便社に所属し、やがてクラウディアの秘書となる。アニメ版・劇場版には登場していない。

### 家族関係者
ティファニー・エヴァーガーデン
声 - 沢田敏子
エヴァーガーデン家当主パトリック・エヴァーガーデンの奥方。息子を大戦で亡くしている。大戦後、ヴァイオレットの後見人の一人となる。
原作ではヴァイオレットと同居し、淑女の教育を施している（アニメ版では籍は置かせてもらえたものの屋敷には置いてもらえず、ヴァイオレットは単身でC.H郵便社の屋根裏部屋に居住している）。
ディートフリート・ブーゲンビリア
声 - 木内秀信
ヴァイオレットの元主でありギルベルトの兄。世間から「辺境伯」の名で知られるブーゲンビリア家の長男。陸軍への仕官が代々の慣習である実家で唯一海軍に仕官して海軍大佐となり、家督をギルベルトに押し付けたことから実家とは絶縁状態となっているが、弟だけとは交流が続いている。
ヴァイオレットを持て余し、彼女をギルベルトに押し付ける形で託した。原作では自分の仲間を殺したヴァイオレットへの恨みと、彼女という殺人人形への恐れ、それでも自分が一番信頼している弟に任せたという複雑な感情を抱いている。アニメ版では左目に泣きぼくろがある。
ブーゲンビリア夫人
声 - 高島雅羅
ギルベルトとディートフリートの母。原作では存在だけが示唆されているが、アニメ版では夫に先立たれて久しく年老いて記憶力こそ落ちているものの、ギルベルトを死なせたことを涙しながら詫びるヴァイオレットと対面する姿が描かれており、彼女を優しく諭す。

### 依頼主
シャルロッテ・エーベルフレイヤ・ドロッセル
声 - 中島愛
ドロッセル王国王女。14歳。隣国フリューゲル王国の王子で、自分より10歳も年上の24歳であるダミアン・バルドゥール・フリューゲル（声 - 津田健次郎）との政略結婚のため、公開恋文を依頼する。身近にはシャルロッテを産まれた頃から育てていた宮廷女官のアルベルタ（声 - 小山茉美）がいる。ダミアンとは4年前に一度会っただけだがほのかな恋心を抱いており、彼の代筆者がカトレアであることを察したヴァイオレットの機転によって内心を告白した恋文を交わせたことから、正式に求婚される。
ルベリエ
声 - 星野充昭
ユースティーティア天文台シャヘル天文本部の課長。併設された図書館に搬入された保存状態の悪い書物の写本を依頼・指揮する。
オスカー・ウェブスター
声 - 滝知史
一軒家に住む有名な劇作家。娘と妻の死によって酒浸りの生活を送り、作家活動が停滞していたが、ヴァイオレットに仕事を依頼したことがきっかけとなり、新作を完成させる。
クラーラ・マグノリア
声 - 川澄綾子
アンの母。マグノリア家の当主。介護が必要なほどの病に陥っており、残された時間でヴァイオレットに娘宛ての50通（1年につき1通）の手紙の代筆を依頼し、その完成後に息を引き取る。
エイダン・フィールド
声 - 浅沼晋太郎
内戦中のクトリガル国のメナス基地に勤める兵士。故郷に残してきた恋人のマリア（声 - 須藤祐実）への手紙の代筆をC.H郵便社に依頼するが、クラウディアには派遣先が戦地であることから受諾を保留される。やがて、山中での任務中に所属小隊が狙撃されて全滅したうえに自身も重傷を負ったところ、依頼の保留を社長室の外で耳にして駆けつけたヴァイオレットによって救出され、山小屋にかくまわれる。しかし、死期を悟ったことからその場で両親とマリアへの手紙の代筆をヴァイオレットに依頼し、彼女に看取られながら息を引き取る。
イルマ・フェリーチェ
声 - 日笠陽子
ライデンの人気オペラ歌手。ヴァイオレットに「現代に生きる全ての女性が共感し、全ての男性の心を打つ恋文」の執筆を依頼する。民衆の心に届く新作オペラを作りたいという情熱を持っており、依頼していた恋文も新作で使用するアリアの歌詞だった。戦場から帰らぬ恋人フーゴを待ち続けており、ヴァイオレットの書き上げた歌詞に言葉に出来なかった自らの気持ちを見出し、完成した新作を披露する。
イザベラ・ヨーク
声 - 寿美菜子
男子禁制の女学園で暮らす貴族ヨーク家の令嬢。名家に嫁ぐため淑女教育を受ける日々に閉塞感を覚え、自らの将来に絶望している。家庭教師としてやってきたヴァイオレットのことも当初は拒絶していたが、ヴァイオレットの人柄や過去に触れる中で次第に打ち解けていく。実はヨーク家当主の愛人の娘であり、かつてはエイミー・バートレットと名乗って貧民街で生活していた。テイラーを義妹として共同生活を送っていたが、彼女の保護と引き換えにヨーク家へ引き取られた過去を持つ。
テイラー・バートレット
声 - 悠木碧
かつてエイミーと暮らしていた少女。もとは身寄りのない浮浪児であり、エイミーがヨーク家へ引き取られた後は孤児院に送られていた。ヴァイオレットがイザベラの家庭教師を務めた3年後、エイミーへ手紙を出すためにライデンを訪れC.H郵便社の配達員となる。エイミーを「ねぇね」と呼び、慕っている。
小説版ではC.H郵便社に就職後、エイミーに手紙を届ける専属担当となり再会を果たす描写がある。C.H郵便社では配達業務の教育係となったベネディクトを「師匠」と呼んでいる。外伝の劇場版でこの件が映像化された。

### 依頼主の関係者
リオン・ステファノティス
声 - 上村祐翔
ユースティーティア天文台シャヘルの写本課職員。父はシャヘル文献収集課の元職員で行方不明。母も夫を探して失踪したことから、自身は孤児としてシャヘルの援助で育った。
自分を残して消えた母への思いゆえに女性嫌い。一目惚れに近いものがあったがヴァイオレットとペアを組み、写本作業をしていくうちにほのかな恋心を抱くようになる。原作ではヴァイオレットとのその後も描かれている。
オリビア・ウェブスター
声 - 千本木彩花
オスカーの一人娘。病気により若くして落命する。
アン・マグノリア
声 - 諸星すみれ
マグノリア家の一人娘。母のクラーラのことが大好きな、まだまだ甘えたがりの7歳。
ヴァイオレットのことを動く人形だと勘違いしていたほか、母との残り僅かな時間を奪う存在だと警戒し、敵視していた。
ある日、遂に怒りが爆発してヴァイオレットを責め立てるが、彼女に諭される。それ以降、共に時間を過ごすうちにヴァイオレットと打ち解けて慕うようになる。
小説版では母の逝去後もマグノリア家の財産を守るために自ら法律家になる。
アルド・モリーニ
声 - 安原義人
ライデンのオペラ指揮者。イルマの恋人フーゴの父親であり、イルマには彼の生還を諦めろと諭しているが自らも諦めきれていない。
レティシア・アスター
小説版『エバー・アフター』に登場。辺境の豪農の娘だったが、歌手になる夢を叶えるためアルフィーネに住む。長期滞在中に所持金を失ったヴァイオレットと逢い、短期間共に過ごす。
後にヴァイオレットによりオスカーを紹介される。アニメ版・劇場版には登場していない。

## 用語
自動手記人形（オート・メモリーズ・ドール）
人間の肉声を文字として書き起こせる機械人形。活版印刷並びにタイプライター、そして機械人形の権威であるオーランド博士が視力を失った小説家でもある妻・モリーのために作ったものであり、安価に貸し出す機関も普及した。
上記から転じ、人形のように代筆業を行う人間のことも「自動手記人形」と称されている。特に終戦後の女性たちにとって社会で活躍する機会を得ると人気があり、自動手記人形育成学校も開校している。
アニメでは「オート・メモリーズ・ドール」という正式名での呼称はされておらず、省略した呼称「ドール」、またはそのまま「じどうしゅきにんぎょう」と呼称されている。
C.H郵便社（クラウディア・ホッジンズゆうびんしゃ / シーエイチゆうびんしゃ）
大陸南部のライデンシャフトリヒ国の首都・ライデンに社屋を構える私営郵便社。クラウディアが社長を務める。終戦後に軍を退役したクラウディアが発起人となり設立。ヴァイオレット、ベネディクト、カトレアが創設メンバーに含まれる。アニメではヴァイオレット加入時期が原作と異なっており、設立してしばらく経過した後にヴァイオレットが加入したという流れになっている。
一般的な郵便業務に加え、文字が書けない人や大事な手紙を送りたい人向けに自動手記人形による代筆サービスも手掛けている。依頼者は郵便社まで足を運んで依頼する形であるが、社屋まで足を運べない場合は出張代筆を依頼することもできる。
大戦
下記のように、原作とアニメで大幅な差異が見られる。
原作版
大陸戦争と通称される。本編開始の4年前に勃発し、大陸全土におよんだ。北側の不当貿易により南側が北上侵攻を開始し、それと同時にかねてより宗教問題で対立関係にあった西側と東側の宗教戦争が勃発する。元より北側と親交が深かった東側が北側に呼応し、それに対抗するように西側が南側と同盟を組んだ。四者の戦いはインテンス最終決戦により南西側の勝利となり、北東は戦後賠償を求められた。
アニメ版
北方戦役や西部戦争などの総称でもある。ライデンシャフトリヒ北東部の豊富な地下資源を巡り、北の大国・ガルダリク帝国が越境したことを発端に、やがてさまざまな思惑を抱いた周辺諸国も同盟軍として参戦する。南北二派に分かれて4年間も続いた結果、ライデンシャフトリヒをはじめとする南部側の勝利に終わったが、大陸の各地と人々の心に深い傷痕を遺し、和平を認めない一部の諸国の遺恨も残している。
北方戦役
4年前にガルダリク帝国が越境したことによって勃発した戦争で、大戦の発端。戦火の中、ディートフリートがヴァイオレットを拾い、少年兵として教育した。
西部戦争
大戦末期に勃発した戦争。それまで戦火の影響下になかったライデンシャフトリヒ西部の街・ヘルネが、戦線を突破されたことにより、多大な被害を受けた。当時、商用でヘルネを訪れていたルクリアの両親も死亡している。

## 既刊一覧
- 暁佳奈（著）・高瀬亜貴子（イラスト）、京都アニメーション〈KAエスマ文庫〉、全4巻
  - 『ヴァイオレット・エヴァーガーデン 上』2015年12月25日初版発行（同日発売[9]）、ISBN 978-4-907064-43-3
  - 『ヴァイオレット・エヴァーガーデン 下』2016年12月26日初版発行（同日発売[10]）、ISBN 978-4-907064-44-0
  - 『ヴァイオレット・エヴァーガーデン 外伝』2018年3月23日初版発行（同日発売[11]）、ISBN 978-4-907064-81-5
  - 『ヴァイオレット・エヴァーガーデン エバー・アフター』2020年4月1日初版発行（3月27日発売[12]）、ISBN 978-4-910052-04-5

この他にも映画版の来場者特典等で配布された短編小説がある。詳細は暁佳奈を参照。

## アニメ
2018年1月から4月までテレビアニメがTOKYO MXほかで放送された。
2019年9月6日に劇場アニメ『ヴァイオレット・エヴァーガーデン 外伝 - 永遠と自動手記人形 -』が公開された。2020年9月18日に劇場アニメ『劇場版 ヴァイオレット・エヴァーガーデン』が公開された。